# Sjeverozapadni teritoriji
Sjeverozapadni teritoriji (kraće NWT), federalni teritorij Kanade. Nalazi se na sjeveru Kanade između Yukona na zapadu, Nunavuta na istoku i Britanske Kolumbije, Alberte i Saskatchewana na jugu. 1.346.106 km2 (519.734 četvornih milja). Glavni i najveći grad Yellowknife. Na području teritorija postoji više službenih jezika: chipewyan, cree, engleski, francuski, gwich’in, inuinnaqtun, inuktitut, inuvialuktun, sjeverni slavey, južni slavey i tłįchǫ.

## Vanjske poveznice
|  | Zajednički poslužitelj ima još gradiva o temi Sjeverozapadni teritoriji |